# Tarocchi Visconti di Modrone

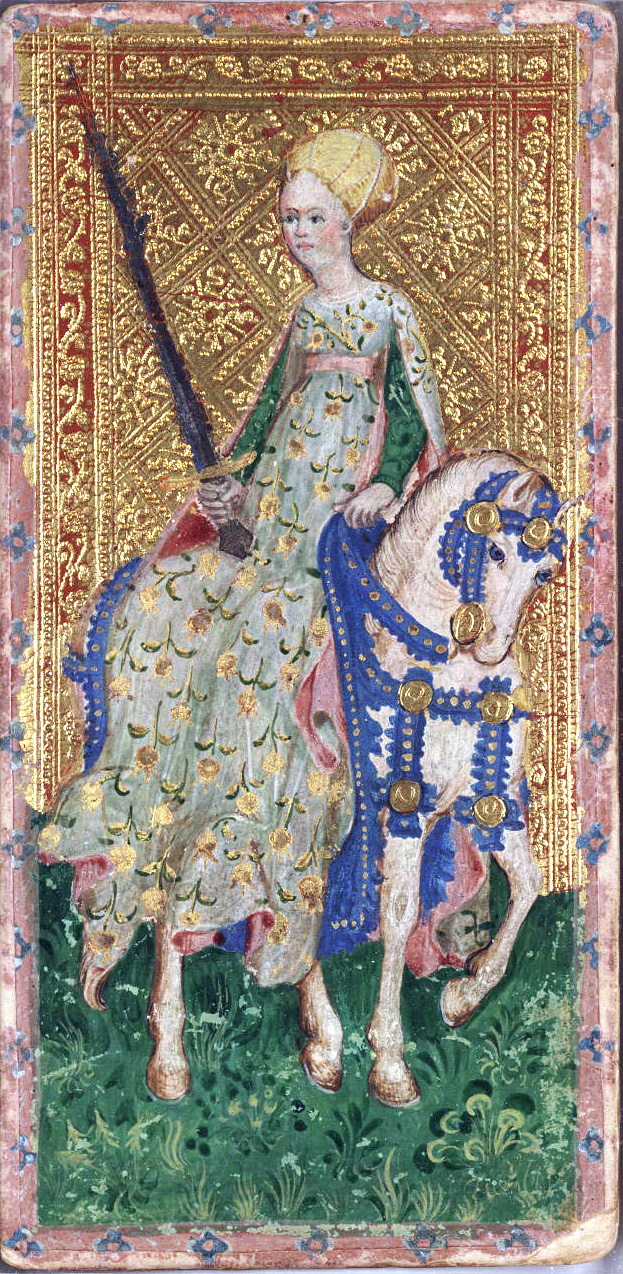
Cavallo di spade

I Tarocchi Visconti di Modrone (noti anche come Tarocchi Cary-Yale) sono il più antico mazzo di Tarocchi conosciuto, conservato oggi alla Biblioteca dell'Università di Yale, negli Stati Uniti d'America. 
Si tratta di un mazzo purtroppo incompleto (67 in tutto) che include solo 11 Trionfi (Imperatrice, Imperatore, Amanti, Carro, Morte, Fede, Speranza, Carità, Forza, Giudizio e Mondo). 
Sono molto interessanti le Figure di Corte: ne restano 17 ma in origine erano sicuramente 24, poiché i gruppi degli "onori" sono sei (oltre ai Re e alle Regine, il mazzo includeva i Fanti accompagnati da quattro Fantesche e i Cavalieri da Dame a Cavallo). Le Carte numerali erano sicuramente 40 (mancano solo il 3 di Denari e il 9 di Lance). 
Altra particolarità: nei quattro semi mancano le Spade, sostituite da lunghe Lance.
Tutte le carte dipinte a mano e ricoperte da lamine d'oro e d'argento finemente lavorate a bulino. Su molte figure sono impressi emblemi che riconducono alla famiglia Visconti: per esempio la corona con i rami di alloro e di palma, i motti A bon droyt (“a buon diritto”) e Phote mante (cioè il faut mantenir, “bisogna mantenere”). Secondo lo storico Giordano Berti, questi dettagli non lasciano dubbi sul legame del mazzo con la famiglia Visconti, ma c'è un fatto ancor più significativo. Tutte le carte di Denari portano incisa ora l'una, ora l'altra faccia del fiorino d'oro fatto coniare dal duca Filippo Maria Visconti nel 1442. Il fiorino restò in uso fino al 1447, quando il duca morì e il governo di Milano passò alla Repubblica Ambrosiana. In quello stesso anno fu coniata una nuova moneta, l'ambrosino d'oro, utilizzato fino al 1450. Dunque, l'epoca di realizzazione dei Tarocchi di Yale è certa: tra il 1442 e il 1447. 
La realizzazione pittorica, in base all'antica testimonianza di  Pier Candido Decembrio, biografo del duca, andrebbe attribuita a Michelino da Besozzo, ma studi più recenti assegnano l'opera alla bottega di Bonifacio Bembo. 
Questo non fu certamente l'unico mazzo di Tarocchi commissionato da Filippo Maria Visconti. Un'altra versione incompleta, attribuita al celebre pittore Bonifacio Bembo, è conservata alla Pinacoteca di Brera di Milano. Il gioco dei Tarocchi restò in uso a Milano anche dopo la morte di Filippo Maria Visconti, come testimoniano i mazzi fatti dipingere da sua figlia Bianca Maria Visconti e da suo marito Francesco Sforza, successori del duca alla guida dello Stato milanese dopo la breve parentesi della Repubblica Ambrosiana.

## La Papessa
Un errore grossolano sta nel rifiuto di identificare la figura della Fede con la cosiddetta Papessa. Questa identificazione è oltremodo evidente dei Tarocchi Visconti di Modrone, dove la Fede ricalca l'analoga figura della virtù tipica dell'arte tardo medievale; un esempio tipico lo vediamo  nella porta sud del Battistero di Firenze, scolpita in bronzo da Andrea Pisano nel 1336. La figura della Fede nei Tarocchi Visconti-Sforza, invece, rimanda ai un dipinto di Giotto nella Cappella degli Scrovegni, a Padova. 
Esiste poi un'ipotesi suggestiva, anche se ormai unanimemente considerata erronea, formulata per la prima volta da Gertrude Moakley (1905-1998), che per quarant'anni fu bibliotecaria alla New York City Public Library. Nel 1966 la Moakley pubblicò un saggio sui mazzi Visconti-Sforza, ipotizzando una relazione diretta tra alcune lame (Papessa, Appeso) e i membri delle due famiglie (Maifreda Visconti Pirovano e Muzio Attendolo Sforza). In particolare, la Moakley suggerì che l'immagine della cosiddetta "papessa" avrebbe potuto rimandare a Maifreda da Pirovano, prima cugina di Filippo Maria Visconti. .